# Semiramide (Voltaire)
Semiramide (Sémiramis) è una tragedia in cinque atti di Voltaire, rappresentata per la prima volta nel 1748.
L'anno successivo alla rappresentazione, Semiramide veniva pubblicata a Parigi, preceduta da una Dissertation sur la tragédie ancienne et moderne, à Son Eminence M. le Cardinal Querini. L'opera fu concepita in seno alla forte rivalità che opponeva Voltaire a Crébillon, tragediografo autore nel 1717 di una Semiramide e del quale il poeta illuminista riprese poi vari altri soggetti.

## Trama

### Atto primo
Arsace, valoroso condottiero che ha sottomesso i popoli limitrofi, torna a Babilonia, dove la regina Semiramide lo ha fatto chiamare. Con sorpresa apprende dei turbamenti della sovrana, da mesi alle prede con lo spettro dello sposo Nino, la cui tomba è custodita nel tempio. Arsace reca con sé un foglio ricevuto dal padre Fradate prima della sua morte; lo consegna al Sacerdote Oroe, da cui scopre che Nino fu ucciso a tradimento quindici anni prima.
Semiramide è a colloquio con la confidente Otane: a lei racconta delle sue continue visioni e del senso di colpa che l'attanaglia. Con la complicità del perfido Assur, infatti, tramò e portò a compimento l'uccisione di Nino ed ora ha richiamato in patria Arsace, perché la « voce terribile » dello spettro ha profetizzato la fine dei suoi tormenti con la venuta del prode condottiero.

### Atto secondo
Arsace e Azema si giurano eterno amore. La fanciulla, cui Nino aveva promesso il figlio Ninia (da tutti creduto morto), teme però i complotti di Assur, che ambisce alla sua mano per ascendere al trono. Assur rinfaccia ad Arsace di non appartenere alla stirpe regale, e di non poter quindi sperare in un matrimonio con Azema, ma il condottiero ribatte dando rilievo alle leggi del cuore. Assur e il fido Cedar stanno intanto creando scompiglio tra il popolo, affinché spinga per chiedere un nuovo re, con il pretesto che Semiramide è divenuta l'ombra di sé medesima. Ottiene che il favore popolare lo sostenga, mentre Semiramide rivela ad Assur di aver ricevuto un responso dall'oracolo di Ammone e di accingersi, secondo il volere divino, a scegliere il suo successore.

### Atto terzo
Semiramide, illuminata dall'oracolo di Ammone, ha deciso: Arsace, per il quale prova sin dall'inizio una particolare tenerezza, sarà suo sposo. La regina ne farà pubblica rivelazione di lì a poco davanti al tempio. Prima del solenne momento, Arsace manifesta alla sovrana il desiderio di tornare sui campi di battaglia, sconfortato dal favore popolare di cui Assur gode. Ricevuta notizia che Assur non regnerà, crede ormai spianata la strada al matrimonio con Azema.
Convocati il Sacerdote, i Magi e i più alti dignitari di corte, Semiramide rivela il nome del successore: è Arsace, che si unirà in matrimonio con lei. Assur e il giovane sono entrambi sconvolti, e il loro terrore si accresce perché l'ombra di Nino esce improvvisamente dal sepolcro. Rivolgendosi ad Arsace, chiede che la sua morte sia vendicata; una vittima dovrà essere sacrificata sul suo sepolcro per espiare gli ancor misteriosi delitti, dopo di che potrà regnare.

### Atto quarto
Molto turbato, Arsace vede sfumare il coronamento del suo sogno amoroso, ma ben altri segreti lo attendono. Oroe gli rivela come Nino sia stato ucciso; Assur somministrò al sovrano un veleno, d'accordo con Semiramide. Lo stesso Arsace fu sottratto al suo destino dal padre morente e affidato al fido Fradate. Un foglio di Nino certifica infatti la vera identità di Arsace: egli è Ninia, cui il padre chiede ora di essere vendicato.
Il giovane è sconvolto ma tenta nel suo intimo di giustificare la madre, pur approvando la vendetta, che spera di realizzare sacrificando una vittima, come richiesto dal defunto. Nel successivo colloquio con la regina Ninia è fuori di sé; la sovrana scopre la verità leggendo il foglio di Nino.

### Atto quinto
Ninia è ormai nel tempio per compiere il sacrificio, ma Assur - il quale non conosce ancora la sua vera identità - ha ordito un piano volto a eliminarlo e diventare re. Semiramide ne è messa al corrente e corre nel luogo santo a salvare il figlio. Poco dopo Ninia esce con la spada insanguinata; nell'oscurità ha visto una persona con una spada e l'ha trafitta convinto si trattasse di Assur. Questi però compare davanti a lui; la vendetta si è compiuta in modo terribile, poiché il figlio ha ucciso la madre. Assur viene arrestato, mentre Ninia vorrebbe suicidarsi, ma Oroe glielo impedisce, cosicché il giovane infine sviene.

## L'opera
Voltaire lavorò all'opera nel 1746, anno in cui doveva essere rappresentata per festeggiare la Delfina Maria Teresa Raffaella di Borbone-Spagna, moglie del Delfino Luigi Ferdinando di Borbone-Francia, primogenito del re Luigi XV. Non se ne fece però nulla, perché Maria Teresa morì il 22 luglio 1746, quando Voltaire aveva forse già ultimato la pièce. Voltaire riprese successivamente il testo, facendolo rappresentare alla Comédie-Française il 29 agosto 1748, e guadagnando velocemente il favore del pubblico. Ritoccata nell'ottobre del 1748, Semiramide fu ancora rivista e più volte messa in scena negli anni seguenti.
Nel 1771 usciva a Firenze la traduzione in endecasillabi sciolti di Melchiorre Cesarotti, riedita poi più volte a Venezia. La versione cesarottiana, rappresentata a Parma e Venezia, costituì sin dall'inizio il modello al quale si ispirarono le trasposizioni musicali della vicenda, sostituendo in questo ruolo la Semiramide riconosciuta di Metastasio, la cui trama è sensibilmente diversa.
Sul testo voltairiano tradotto da Cesarotti si basò la trasposizione operistica di Rossini, compositore della Semiramide nel 1823. Gaetano Rossi, librettista dell'opera rossiniana, prese a modello stilistico il testo cesarottiano.